# William Arkin
William M. Arkin (nascido em 15 de maio de 1956) é um comentarista político americano, autor de best-sellers, jornalista, ativista, blogueiro e ex-soldado do Exército dos Estados Unidos. Anteriormente, ele atuou como analista de assuntos militares para o Los Angeles Times, The Washington Post e The New York Times.

## Biografia
Arkin nasceu na cidade de Nova York em 1956. Depois de frequentar a escola pública em Manhattan, ele frequentou brevemente a New York University antes de desistir para se alistar no exército logo após seu 18º aniversário.

## Obras
Arkin serviu no serviço de inteligência do Exército dos EUA de 1974 a 1978 e estava estacionado em Berlim Ocidental. Depois de deixar o Exército, foi co-autor de quatro volumes da série Nuclear Weapons Databook para o Natural Resources Defense Council, livros de referência sobre armas nucleares. O Volume II revelou a localização de todas as bases nucleares americanas e estrangeiras em todo o mundo e foi condenado pela administração Reagan.  O governo buscou a prisão de Arkin por revelar a localização de armas nucleares americanas (e soviéticas) em todo o mundo. A sua subsequente revelação dos esforços de pesquisa de “ mini-nuke ” pelo Pentágono em 1992 levou a uma proibição do Congresso em 1994 e, finalmente, a uma promessa do governo dos EUA de não desenvolver novas armas nucleares. Sua descoberta de planos secretos dos Estados Unidos para mover secretamente armas nucleares para vários locais no exterior envolveu governos das Bermudas à Islândia e às Filipinas.
Arkin liderou o esforço de pesquisa e ação do Greenpeace International na primeira Guerra do Golfo, sendo o primeiro analista militar americano a visitar o Iraque pós-guerra em 1991, e o primeiro a escrever sobre bombas de fragmentação e sobre baixas civis e os efeitos em cascata do bombardeio de energia elétrica.
Arkin também foi membro fundador do Projeto de Armas da Human Rights Watch e escreveu seu primeiro relatório abrangente sobre bombas coletivas. Ele então forneceu uma análise das causas das baixas civis após a guerra do Kosovo (1999). Arkin também visitou zonas de guerra na ex- Iugoslávia, Líbano, Afeganistão, Eritreia e Israel em nome de governos, das Nações Unidas e de inquéritos independentes.
De 1985 a 2002, ele escreveu uma coluna no Bulletin of the Atomic Scientists chamada "Last Word" e foi co-autor de uma publicação bimestral do Conselho de Defesa dos Recursos Naturais chamada "Nuclear Notebook".
Ele atuou como consultor independente e ocupou cargos no Institute for Policy Studies, Center for Defense Information, Greenpeace e Human Rights Watch.
Trabalhou como analista militar da NBC News e escreveu colunas para o Los Angeles Times, Washington Post e New York Times (de 1998 até janeiro de 2003 foi o Dot. mil coluna).
De 2007 a 2008, foi Policy Fellow na Harvard Kennedy School no Carr Center for Human Rights Policy na Harvard University. De 1992 a 2008, ele também foi professor adjunto na School of Advanced Air and Space Studies, US Air Force, Maxwell AFB, Alabama.
Em 15 de outubro de 2003 , Arkin divulgou vídeos e fitas de áudio documentando o enquadramento do General William Boykin da "Guerra ao Terrorismo" em termos religiosos em discursos nas igrejas. Arkin seguiu com um artigo de opinião do Los Angeles Times que acusava o general de ser "um extremista intolerante" e um homem "que acredita na 'jihad' cristã".
Em fevereiro de 2007, Arkin respondeu a uma reportagem do NBC Nightly News sobre soldados americanos no Iraque, que disseram estar frustrados com o sentimento anti-guerra em casa e especialmente por pessoas que dizem apoiar as tropas, mas não a guerra. Em seu blog do Washington Post, Arkin escreveu: "Nós pagamos aos soldados um salário decente, cuidamos de suas famílias, fornecemos moradia e cuidados médicos e vastos sistemas de apoio social e enviamos amenidades obscenas para a zona de guerra para eles, nós os apoiamos. de todas as maneiras possíveis, e a atitude deles é que devemos, além disso, rolar e fingir de mortos, ceder aos militares e aos generais e deixá-los lutar em sua guerra, e desistir de nossos direitos e responsabilidades de falar porque eles estão acima da sociedade?".
Arkin é co-autor de Top Secret America: The Rise of the New American Security State (Little Brown), um livro de não ficção best-seller do New York Times e do Washington Post baseado em uma série de quatro partes de 2010 em que Arkin trabalhou com Dana Sacerdote. Top Secret America ganhou o Prêmio de Comentário Constitucional de 2012 do Projeto de Constituição. O livro e a série são resultados de uma investigação de três anos nas sombras do enorme sistema de militares, inteligência e interesses corporativos criado na década após os ataques às torres gêmeas de 11 de setembro. A série foi acompanhada pela maior apresentação on-line do The Washington Post, rendeu aos autores o Prêmio George Polk de Reportagem Nacional, o prêmio Sigma Delta Chi Society of Professional Journalists de Serviço Público, foi finalista do Prêmio Goldsmith de Reportagem Investigativa e Prêmio Pulitzer indicado , bem como ganhador de meia dúzia de outros grandes prêmios de jornalismo.
Arkin assessorou o Gabinete do Secretário de Defesa, a CIA, vários escritórios do Estado-Maior da Força Aérea e várias escolas de serviço sênior e colégios de guerra, o Gabinete do Chefe de Operações Navais, inteligência naval, o Comando Central das Forças Aéreas dos Estados Unidos, o Agência de Inteligência de Defesa, Centro Nacional de Interpretação Fotográfica, Centro Conjunto de Análise de Guerra e vários projetos de "Lições Aprendidas" ( Operação Enduring Look , Pesquisa do Poder Aéreo da Guerra do Golfo (GWAPS), Centro de Análise Naval ). Ele também foi consultor para o Iraque no escritório do Secretário-Geral das Nações Unidas.
Em 4 de janeiro de 2019, Arkin renunciou à NBC News. Em um artigo sobre sua renúncia , a CNN o descreveu como um crítico da " guerra perpétua " e do " fascismo rastejante da segurança interna ".